# Glasfåglarna
Glasfåglarna är bok skriven av Elsie Johansson och utkom 1996 och är den första delen av tre i berättelsen om Nancy. De andra delarna heter Mosippan och Nancy. Trilogin är en utvecklingsroman där boken följer Nancys öde då hon växer upp i ett arbetarhem under 1930- och 40-talet.